# Šaman
Šaman označava čovjeka, koji stoji u središtu vjerskog i kulturnog fenomena šamanizma. Sljedbenici šamanizma šamana smatraju vračem ili čudotvorcem koji ima mogućnost tijekom svojih putovanjima u stanju transa stupiti u kontakt sa "svijetom duhova". 
Riječ šaman vjerojatno proizlazi iz sanskrtskog srmana (asketski), a prema Campbellu iz tunguskog jezika ili mandžurskog  saman (onaj koji zna kroz ekstatičko iskustvo), odnosno osobu čije su moći zasnovane na ekstatičkom iskustvu. 

## Imenovanje šamana
Prema mišljenju mnogih šamanskih tradicija šaman može biti muškarac ili žena. Mogućnost postati šaman se temelji na sposobnosti, u snovima i vizijama spoznati poruke duhovnog svijeta. Budućeg šamana (najčešće kao dijete) nazivaju duhovi u snovima, vizijama ili u stanju trance i čak daju i naloge. Svaki šaman ima najmanje jednog "učitelja-duha". U obiteljima u kojima je predak bio šaman, mogućnost kontaktiranja svijeta duhova se nasljeđuje.
Mladi šamani uče od fizičkih učitelja (starijih iskusnih šamana) ispravnu provedbu rituala i interpretacije poruka iz duhovnog svijeta. 
Stariji šamani ispituju sposobnosti učenika. Kad stekne određene vještine, posebnim ritualima postane imenovan šamanom.

## Uloga šamana u zajednici
Šaman djeluje kao metafizički iscjeljitelj bolesnih, provodi rituale oko umiranja i smrti, obrana od "zlih duhova", vremenske prognoze, pronalazi divljač, proroštvo, tumačenje snova, socijalne regulacije i bavljenje s duševno poremećenim osobama.
Osim toga šaman djeluje i kao nastavnik u nekim područjima života, koja se odnose neposredno na socijalno okruženje. 
Isto tako, on djeluje kao pripovjedač, pjesnik i pjevač mitova i priča i poprima ulogu očuvatelja znanja zajednice.

## Vanjske poveznice
- Shamanism in Siberia
- Foundation for Shamanic Studies (english)
- Foundation for Shamanic Studies Europa (deutsch)